# Bernt Lysell
Bernt Henrik Rune Lysell, född 21 maj 1949, är en svensk violinist.
Lysell var violinist i Kungliga Hovkapellet 1970–1973, i Bayerische Staatstheater i München 1973–1974, i Sveriges Radios symfoniorkester 1974–1994 och konsertmästare i Kungliga Filharmoniska Orkestern från 1994. Lysell var primarie i Lysellkvartetten. Sedan 2010 är han anställd hos Musik i Uppland och arbetar där med Uppsala Kammarsolister samt som konsertmästare i Uppsala Kammarorkester.

## Priser och utmärkelser
- 1991 – Ledamot nr 873 av Kungliga Musikaliska Akademien[1]
- 2007 – Litteris et Artibus